# Salole
Salole este o așezare din Etiopia.